# Musée d'histoire de Kramatorsk
Le musée d'histoire de Kramatorsk (ukrainien : Музей історії міста Краматорська) est un musée consacré à l'histoire et en Ukraine.

## Historique
Il est fondé en 1967.

## Galerie d'images

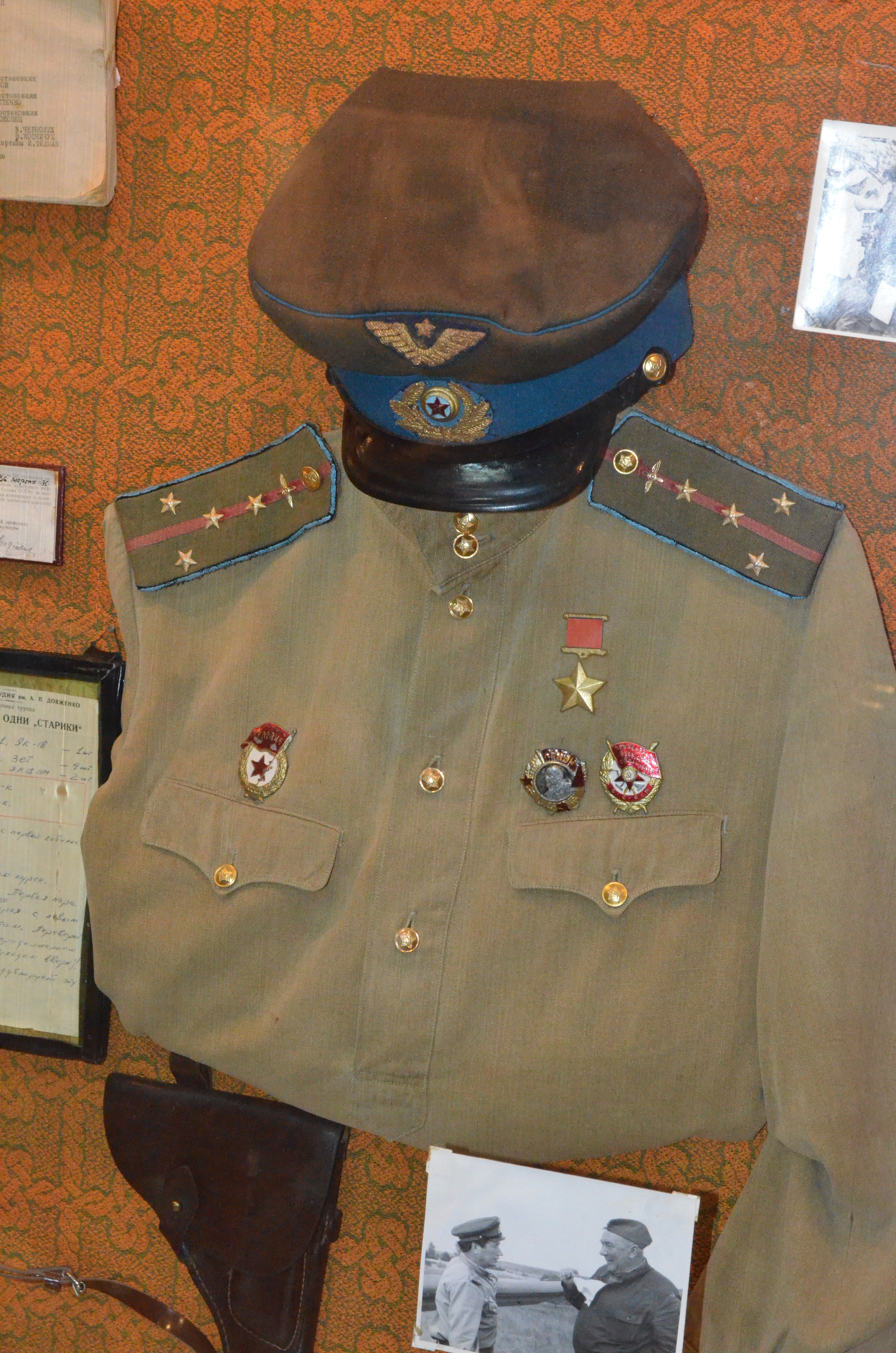
Veste de pilote.
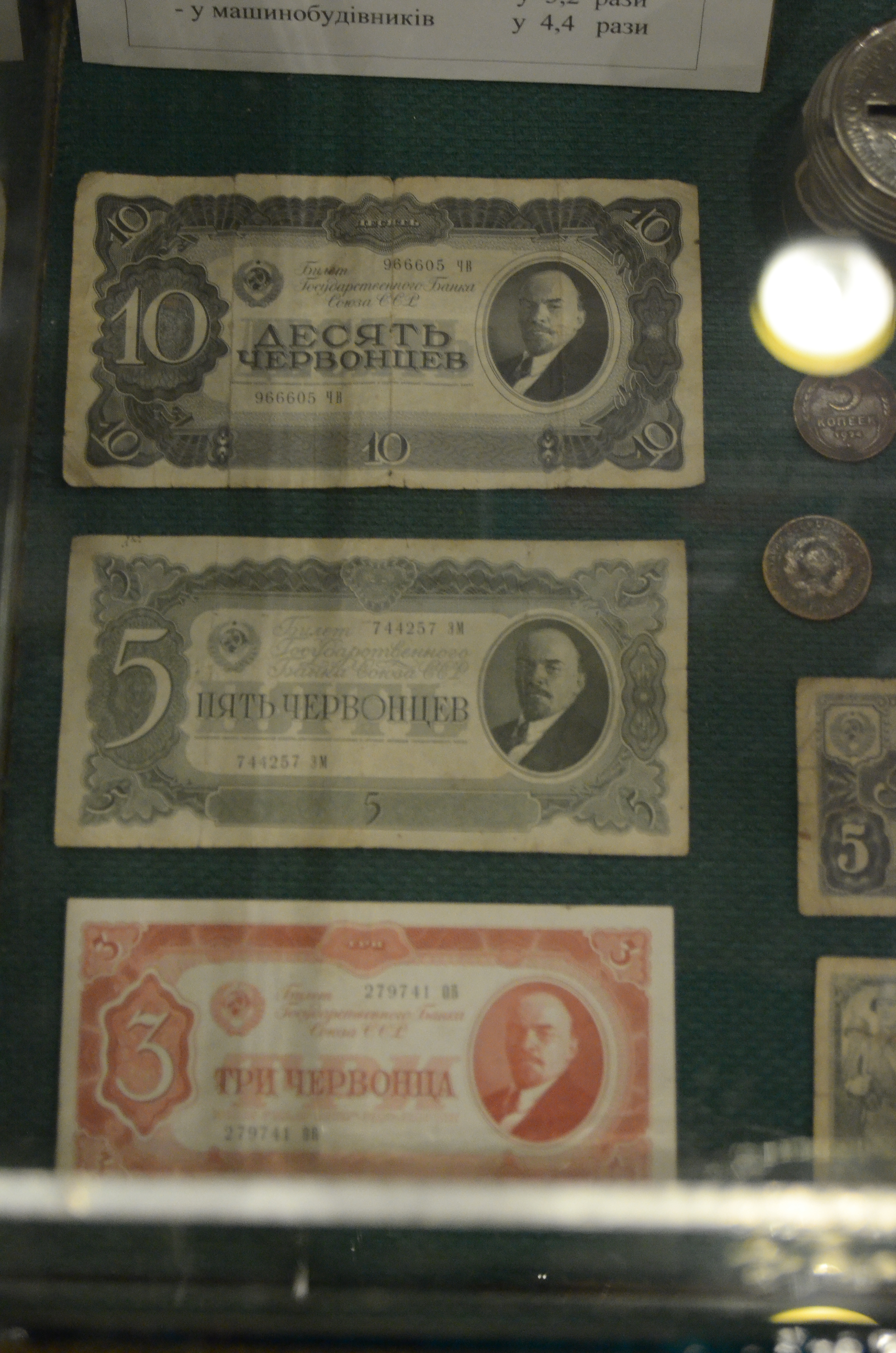
Billets de 3, 5 et 10.
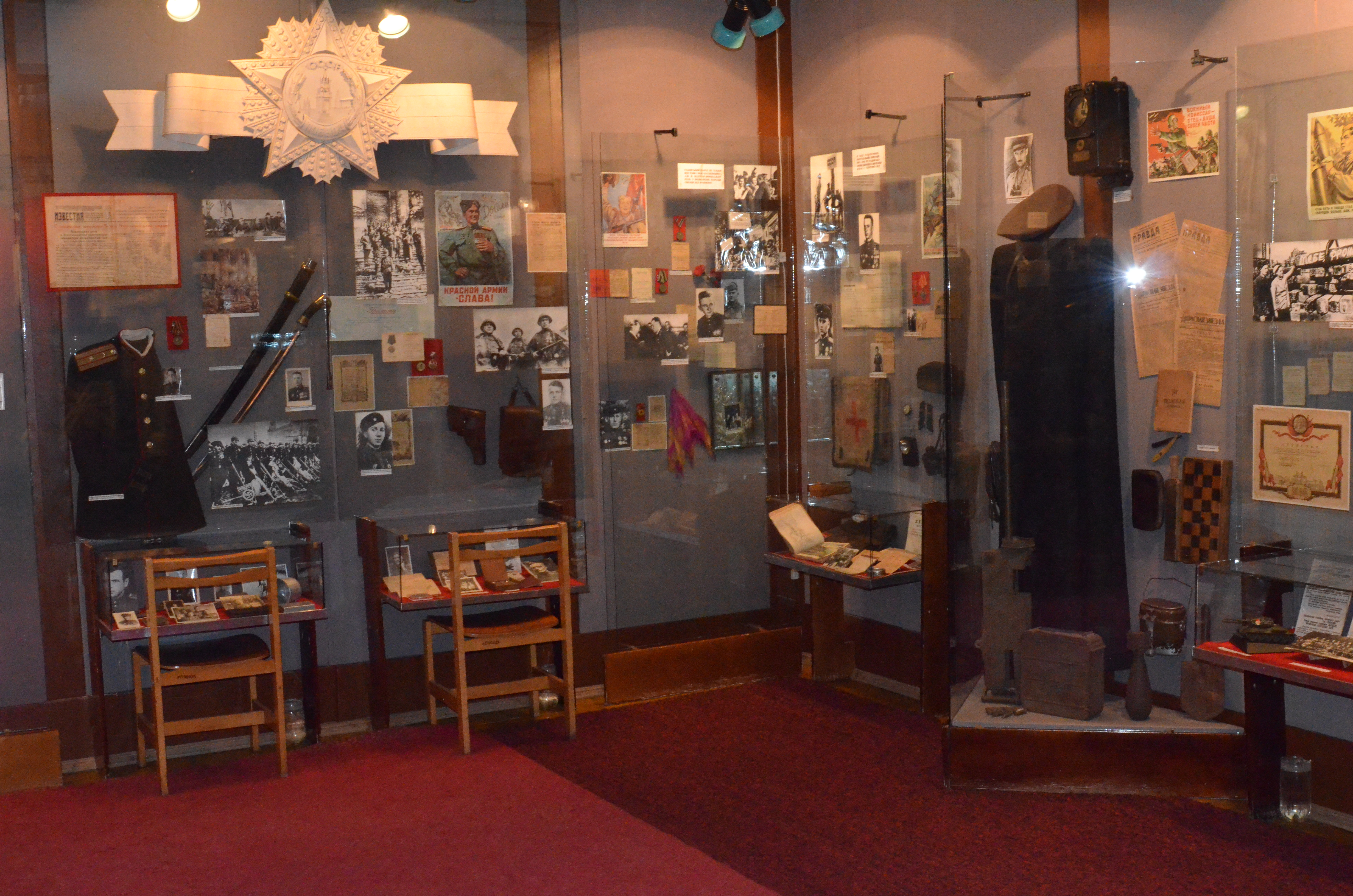
une vitrine.
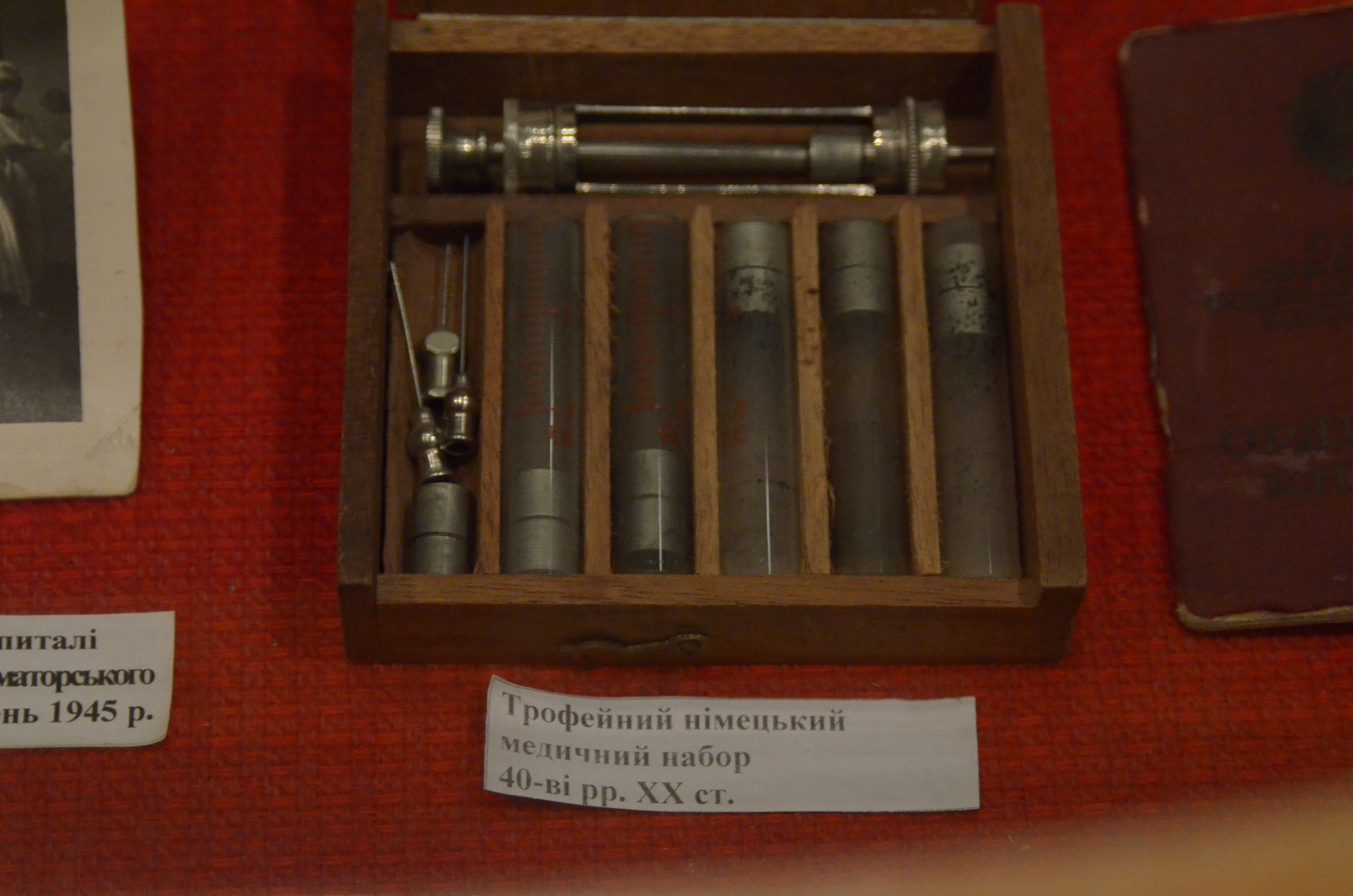
seringue en verre.
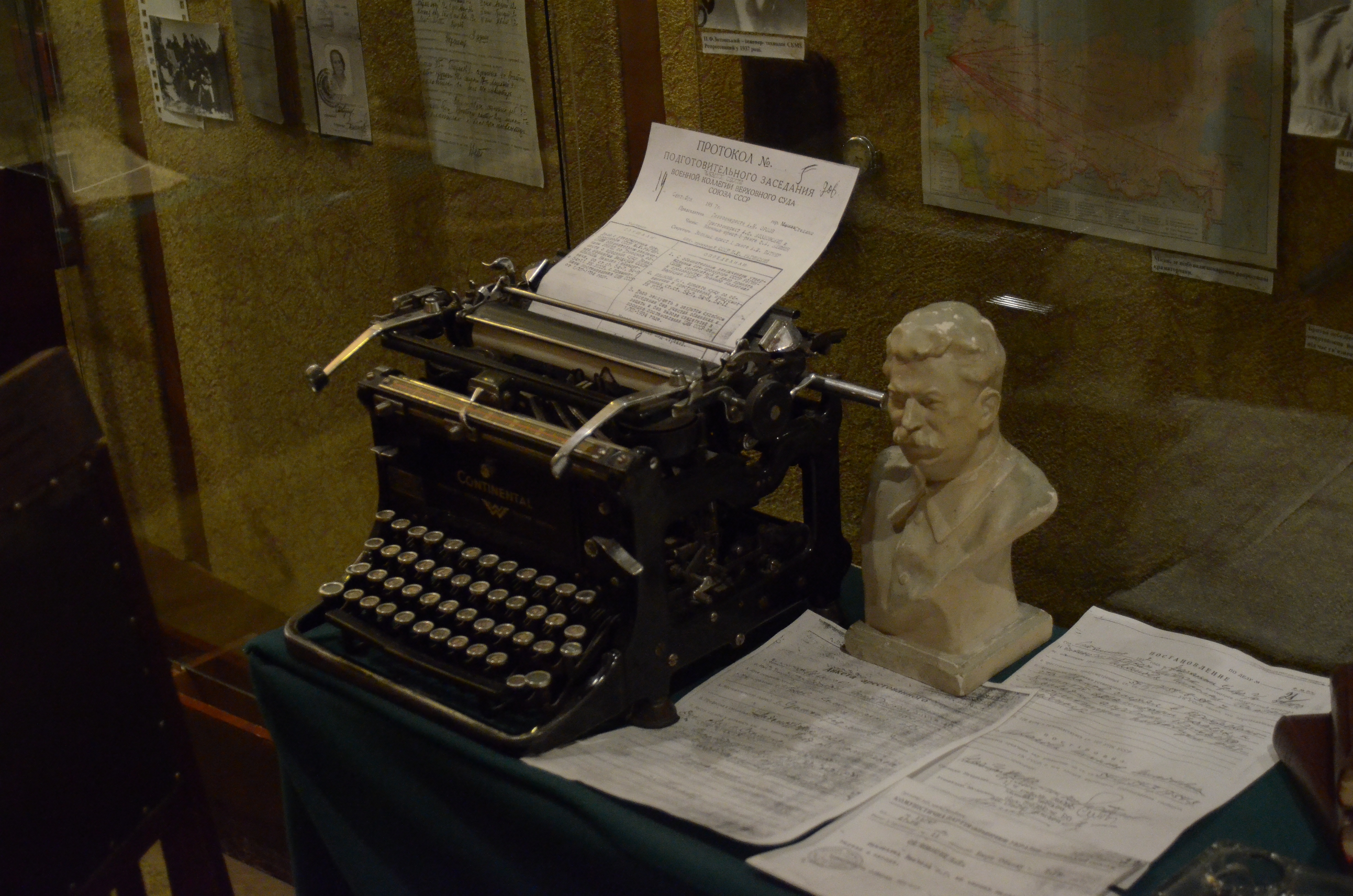
machine à écrire.